# Calanthe chrysoglossoides
Calanthe chrysoglossoides är en orkidéart som beskrevs av Johannes Jacobus Smith. Calanthe chrysoglossoides ingår i släktet Calanthe och familjen orkidéer. Inga underarter finns listade i Catalogue of Life.